# Embalses Guadalhorce-Guadalteba
De Embalses Guadalhorce-Guadalteba zijn drie samenhangende stuwmeren bij Ardales in de provincie Málaga, Spanje. Een van de drie meren ligt volledig op het grondgebied van Ardales, de andere twee liggen deels op grondgebied van Teba, Campillos en Antequera.
De stuwmeren worden gevoed door de rivieren Guadalhorce en Guadaltebe. De aanleg is in 1973 afgerond.

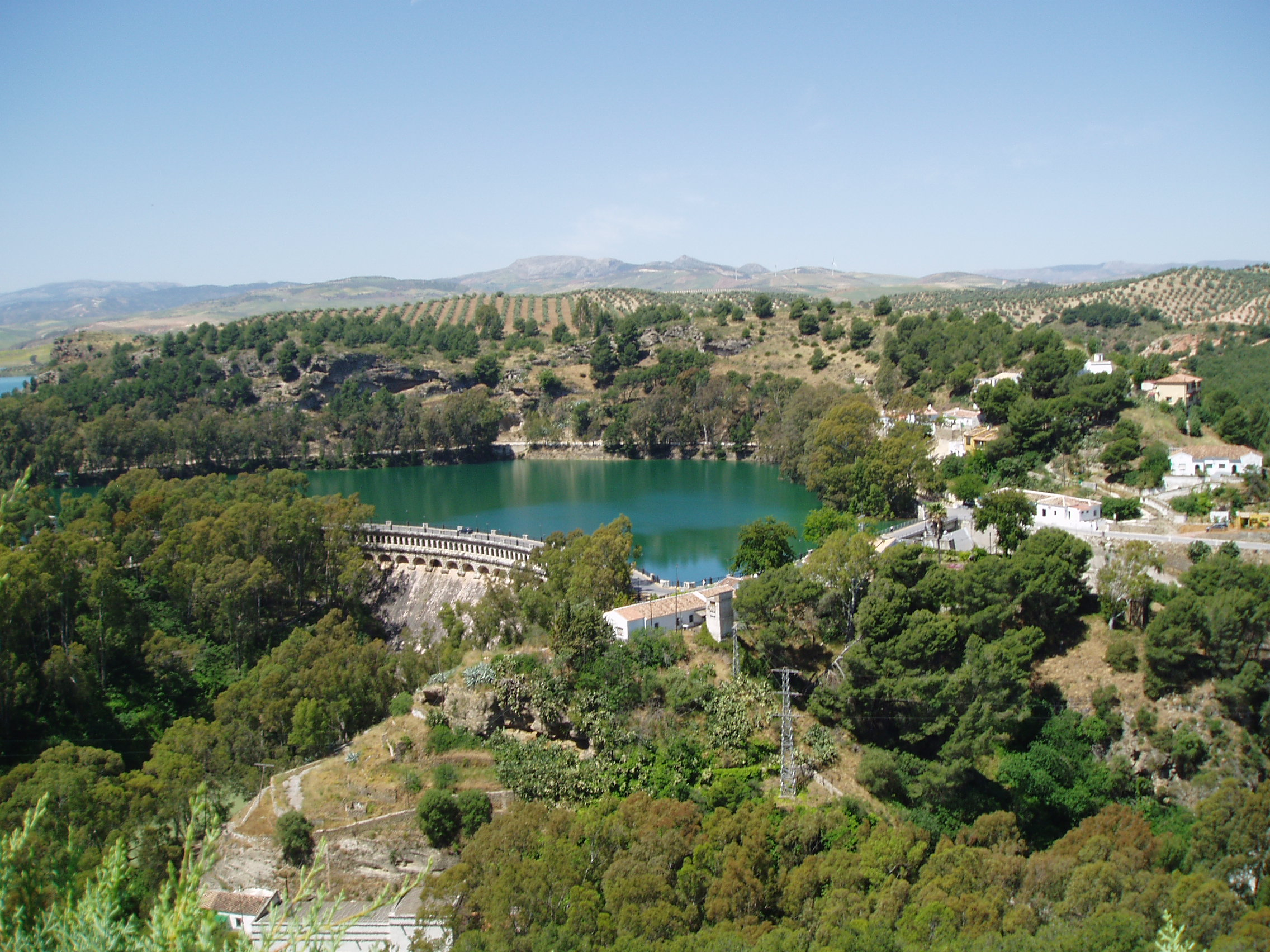
Pantano "Conde de Guadalhorce"
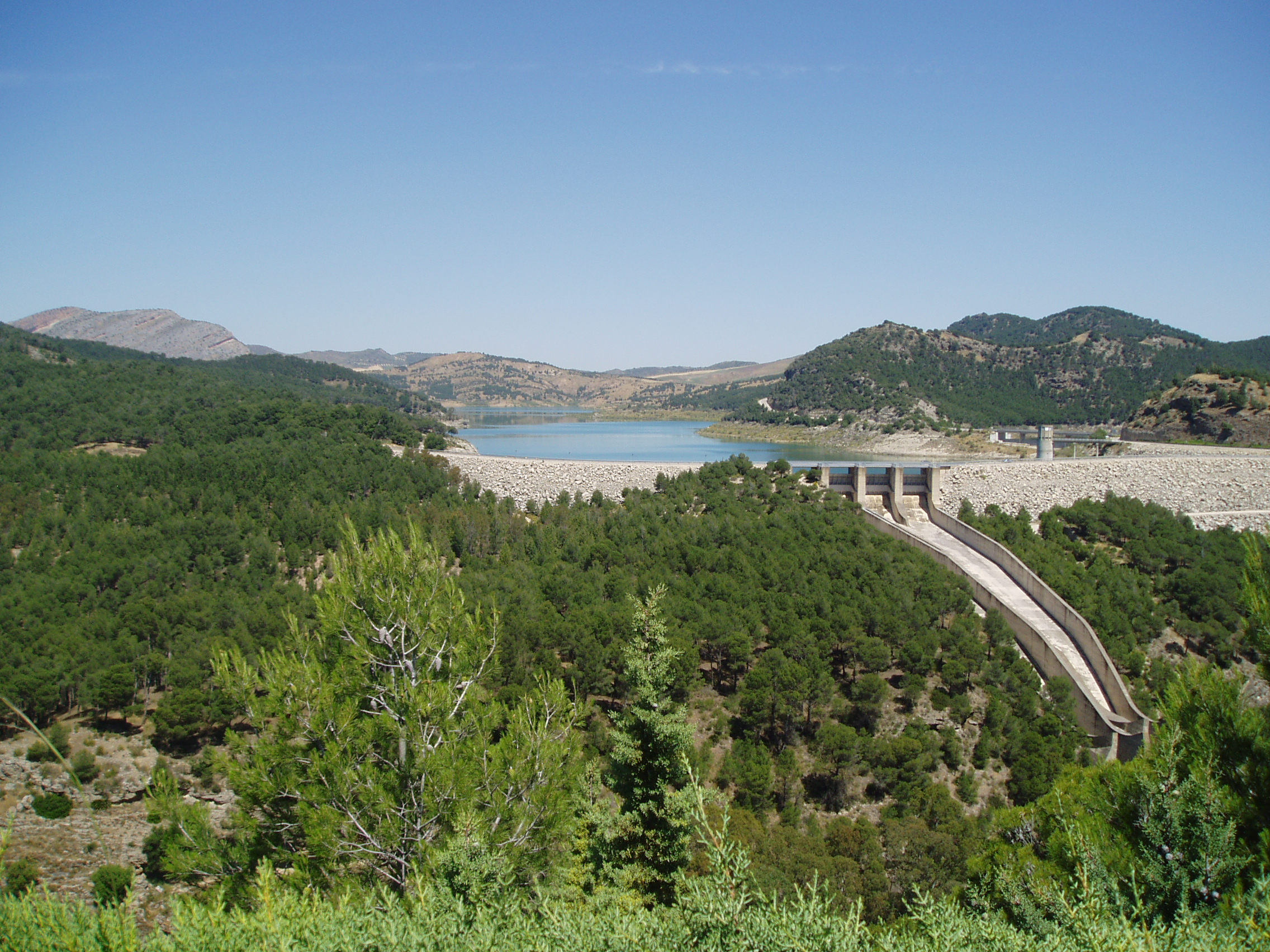
Pantano Guadalhorce-Guadalteba"

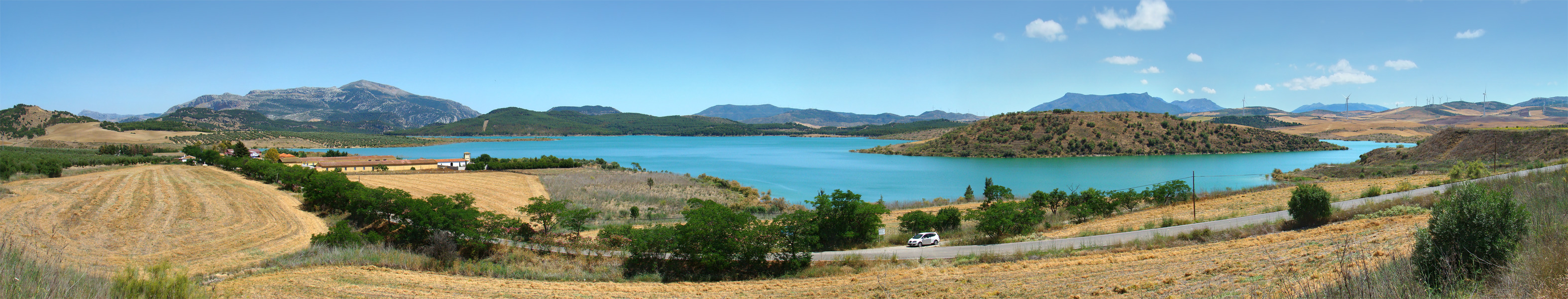
Parque y Embalse del Guadalteba

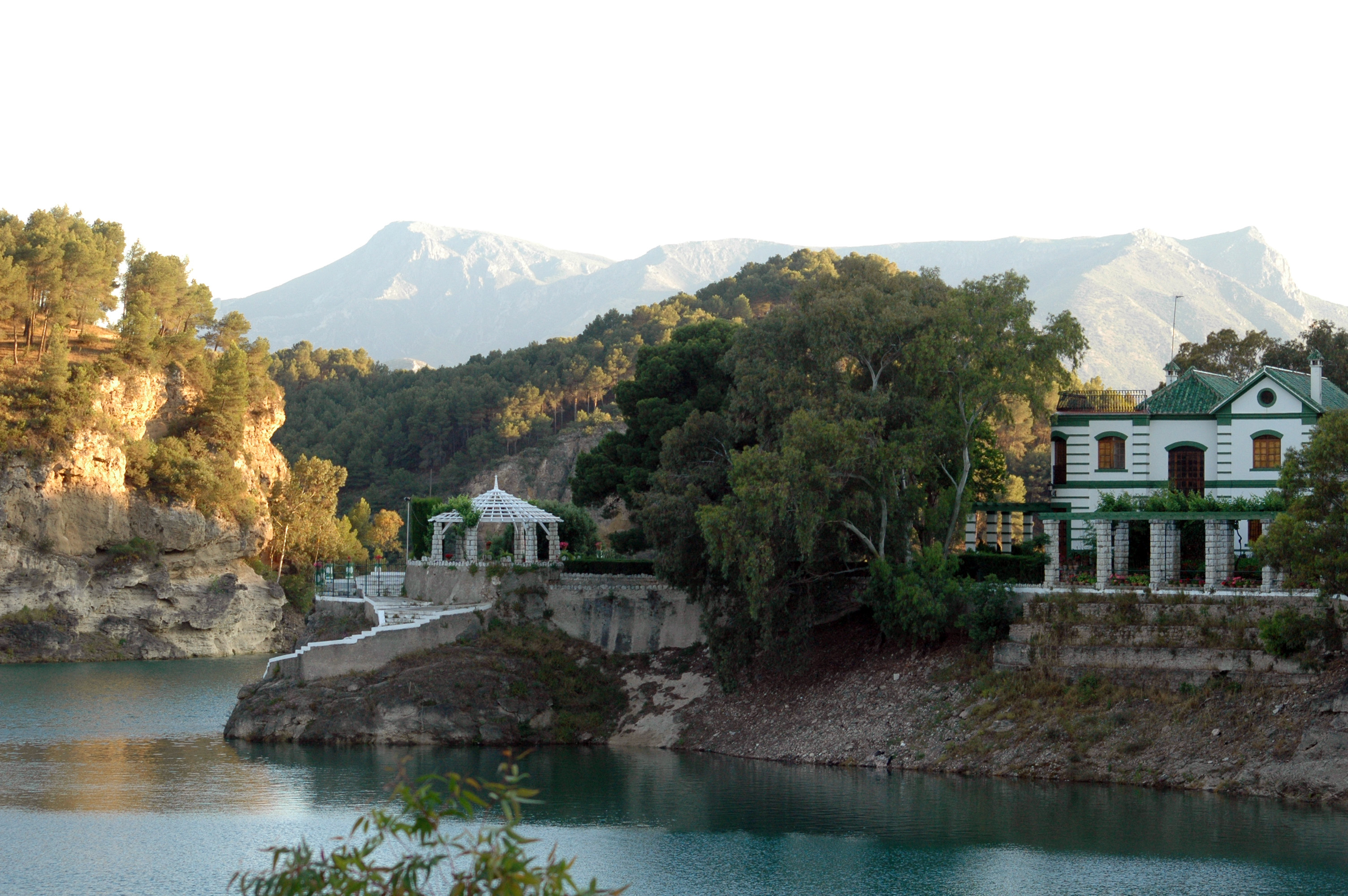
Casa del Ingeniero